# Кульшарипов Марат Махмутович
Марат Махмутович Кульшарипов (башк. Марат Мәхмүт улы Ҡолшәрипов; рід. 1941) — радянський і російський історик. Доктор історичних наук, професор. Заслужений діяч науки Республіки Башкортостан (2001). Кавалер Ордена Салавата Юлаєва (2009). Почесний член АН РБ (2016).

## Біографія
Народився 7 січня 1941 року в с. Зірекля Кугарчинського району Башкирської АРСР.
У 1967 році закінчив історичний факультет Башкирського державного університету, а в 1971 році — аспірантуру Московського державного університету
У 1972 році в МДУ імені М. в. Ломоносова захистив дисертацію на здобуття наукового ступеня кандидата історичних наук за темою «Політика царизму в Башкирії (1775-1800 рр.)».
З 1971 року працює викладачем у Башкирському державному університеті.
У 1991-1996 рр. був головою Башкирського народного центру «Урал».
У 1998 році в Башкирському державному університеті захистив дисертацію на здобуття наукового ступеня доктора історичних наук за темою «Національний рух башкирського народу (1917-1921 рр.)» (спеціальність 07.00.02 — Вітчизняна історія). Провідна організація — Марійський державний університет.
З 1999 року є деканом історичного факультету Башкирського державного університету.
У 2000 році присвоєно вчене звання професора.
Член бюро виконавчого комітету Всесвітнього конгресу башкирів. Керівник республіканського відділення Всеросійської Асоціації істориків-викладачів вищої школи (ВАІВ).

## Наукова діяльність
Є автором понад 100 наукових робіт. Його наукові дослідження присвячені вивченню Башкирського національного руху, Башкирського війська, історії та історіографії Башкортостану XX століття і проблем національно-державного будівництва.
В 2008 році був призначений головним редактором і науковим керівником багатотомної «Історії башкирського народу».

### Наукові праці
- З. Валідов і утворення Башкирської АРСР. — Уфа, 1992.
- Історія Башдержуніверситету. — Уфа, 1997 (у співавт.).
- На службі народу. (Башкирському народному центру «Урал» — 10 років). — Уфа, 2000.
- Кугарчинський район. Віхи і долі (у співавторстві). — Уфа, 2000.
- Історія Башкортостану. XX століття: підручник для середніх шкіл. — Уфа, 2000.
- Башкирський національний рух (1917-1921 рр.). — Уфа, 2000.
- Трагічна демографія. — Уфа, 2002.
- Політика царизму в Башкортостані (1775-1800 рр.). — Уфа, 2003.
- Історія башкирського народу. Т. V. Уфа, 2011.

## Нагороди та звання
- Заслужений діяч науки Республіки Башкортостан (2001);
- Лауреат премії імені А.-З. Валіді (2002);
- Почесний працівник вищої професійної освіти Російської Федерації;
- Кавалер Ордена Салавата Юлаєва (2009).